# Biblioteca del Condado de Contra Costa
La Biblioteca del Condado de Contra Costa (idioma inglés: Contra Costa County Library) es el sistema de bibliotecas del Condado de Contra Costa, California, Estados Unidos. Tiene su sede en Pleasant Hill, California. El sistema tiene sucursales y "Library-a-Go-Go"s.

## Bibliotecas
- Antioch Library (Antioch)
- Bay Point Library (Bay Point, área no incorporada)
- Brentwood Library (Brentwood)
- Clayton Library (Clayton)
- Concord Library (Concord)
- Michael Chavez Center (Concord)
- Crockett Library (Crockett, área no incorporada)
- Danville Library (Danville)
- Dougherty Station Library (área no incorporada)
- El Cerrito Library (El Cerrito)
- El Sobrante Library (El Sobrante, área no incorporada)
- Hercules Library (Hercules)
- Kensington Library (Kensington, área no incorporada)
- Lafayette Library (Lafayette)
- Martinez Library (Martínez)
- Moraga Library (Moraga)
- Oakley Library (Oakley)
- Orinda Library (Orinda)
- Pinole Library (Pinole)
- Pittsburg Library (Pittsburg)
- Pleasant Hill Library (Pleasant Hill)
- Rodeo Library (Rodeo, área no incorporada)
- San Pablo Library (San Pablo)
- San Ramon Library (San Ramón)
- Walnut Creek Park Place Library (Walnut Creek)
- Ygnacio Valley Library (Walnut Creek)